# Тукаев, Рифкат Галимзянович
Рифкат Галимзянович Тукаев (10 октября 1923 — 19 июня 1995) — полный кавалер Ордена Славы.

## Биография
Родился 10 октября 1923 года в деревне Нижний Карыш (ныне - Балтачевского района Башкирии) в семье служащего. Татарин.
Член КПСС с 1963. С 1929 жил в городе Андижан (Узбекистан), учился в Бухарском учительском интернате. Преподавал русский язык в неполной средней школе Сурхандарьинской области. В Красной Армии с июня 1942. До февраля 1943 учился в 1-м Московском пехотно-пулемётном училище.
На фронте в Великую Отечественную войну с февраля 1943 года. Командир группы 433-й отделения разведроты (379-я стр. див., 10-я гвардии армии, 2-й Прибалтийского фронт) старшина Тукаев во главе разведгруппы 21.02.44 проник в тыл противника в районе города Пустошка (Псковской области) и произвел вместе с бойцами разведку боем. В схватке было уничтожено около 10 гитлеровцев и 5 пленено. Во время возвращения группы Тукаева спас жизнь раненому командиру роты. 18.3.44 награждён орденом Славы 3 степени.
Группа захвата во главе с Тукаевым. в том же боевом составе (3-я ударной армии) 12.7.44 вступила в бой с отрядом гитлеровцев у деревни Янчево (Себежский района Псковской области). Лично Тукаев истребил из вражеского пулемета 10 пехотинцев, захватил в плен 2 офицеров. Собранные сведения о расположении неприятельских батарей и инженерных сооружениях разведчики своевременно доставили в наш штаб. 22.8.44 награждён орденом Славы 2 степени.
29.9.44 в тылу врага в районе населенного пункта Мадлиена (северо-запад г. Рига, Латвия) при разведке боем Тукаев. подорвал блиндаж с вражеским штабом, сразил 5 автоматчиков, 2 взял в плен. 05.12.44 награждён орденом Славы 1 степени.
В 1945 демобилизован. Вернулся в город Андижан. В 1962 окончил Ташкентский педагогический институт. Работал заведующим военно-методическим кабинетом Андижанского области института усовершенствования учителей. С 1968 старшина в отставке.
Награждён орденом Отечественной войны 1 степени. Красной Звезды, медалями, в том числе «За отвагу» и «За боевые заслуги». Отличник просвещения УзССР (1975), Отличник просвещения СССР (1984).